# ناحية الحوز
ناحية الحوز إحدى نواحي سوريا تتبع إداريّاً لمحافظة حمص منطقة القصير ومركزها قرية الحوز، أحدث الناحية فصلاً عن ناحية مركز القصير عام 2010 بعد صدور مرسوم رئاسي بهذا الخصوص.

## بلدات وقرى ناحية الحوز
عين الصفا (أكوم)، أم حارتين عتيق، بلوزة، وادي حنا، حوش السيد علي، حوش مرشد سمعان، الحوز، قادش (تل النبي مندو)، جوبانية (رام توت)، دبين، زيتا الغربية، الحيدرية، سماقيات شرقية، سماقيات غربية، سقرجة (عين التنور)، البويضة الغربية (العقربية)، عرجون، القرنية، كفر موسى، مودان، الناعم، الخالدية، البويت، الصخر (هيت)، وادي الحوراني، الحاوي (الحاويك)، الحمام، أبو جوري، المصيطبة، الفاضلية، البرهانية (الرهوانية)، النهرية، السوادية (السودانية)، المصرية.